# Kontaktnätet
Kontaktnätet är en svensk riksorganisation för ideella kulturföreningar som bildades 1974 och har cirka 100 (varav cirka 30 bidragsberättigande) medlemsföreningar spridda över hela landet. Många av dessa ideella kulturföreningar arrangerar konserter, teaterföreställningar och filmvisningar, andra ser till att medlemmarna har någonstans att repetera, fika eller framkalla film. För att medlemsföreningarna ska utvecklas, leva vidare och fortsätta orka vara livaktiga hjälper Kontaktnätet till med kontakter och erfarenhetsutbyte mellan föreningarna, med kurser i föreningskunskap, ljud- och ljusteknik, marknadsföring och annat. Kontaktnätet möjliggör också för medlemsföreningarna att boka turnerande artister till subventionerat pris och att ge råd kring arrangörskap och bokning. I servicen till medlemsföreningarna ingår därtill tidningen kombi, vars målsättning bland annat är att hålla medlemmarna à jour med Kontaktnätetföreningarnas verksamhet i synnerhet och det svenska kulturlivet i allmänhet.
Vid kongressen som samlas vartannat år har varje medlemsförening rätt att delta med tre delegater. Kongressen är Kontaktnätets högsta beslutande organ och tillsätter bland annat den riksstyrelse som driver verksamheten mellan kongresserna.

## Organisation och historia
Kontaktnätet bildades 1974 som en del av 1970-talets svenska progressiva musikrörelse, proggrörelsen och jobbade för en musikkultur oberoende av kommersiella krafter. Bildandet av Kontaktnätet var ett steg för att ena ett antal musik- och kulturhus runt om i landet.

### Bakgrund
Under slutet av 60-talet och i början av 70-talet var det politiska engagemanget i Sverige starkt, inte minst det vänsterpolitiska. Eurovisionsschlagerfestivalen bojkottades av vissa, det bildades aktionsgrupper som bl.a. kämpade mot USA:s inblandning i Vietnam, det fanns en motvilja mot storföretag etc. Musik var ett sätt genom vilket kommersiella krafter försökte locka ungdomar att köpa deras produkter. Detta genomskådades och ett alternativ till den kommersiella kulturen växte fram med Gärdesfesten, icke-kommersiella skivbolag (till exempel MNW, Silence Records, Amalthea), allaktivitetshus och tidningen Musikens makt (med Tommy Rander, Lars Aldman). 

#### 1970-talet
”Kontaktnätet riksorganisation för en icke-kommersiell kultur” bildades 1974 och den första kongressen hölls.
Kontaktnätet fastställde bl.a. följande mål (som överensstämmer med dagens mål):
- Erfarenhetsutbyte mellan föreningar genom att ordna möten och träffar.
- Samordnade turnéer.
- Medlemstidning för att sprida information.

Det fanns en vilja och ett intresse för att arrangera kurser som gav medlemmarna kunskaper i de kulturpolitiska grunderna och i att debattera:
| ”                            | För att stärka och utveckla Kontaktnätet och skapa en starkare egen profil krävs av oss föreningar: att vi gemensamt arbetar mot den ökande rasismen, högerkrafternas utbredning, arbetslösheten, och även mot amerikaniseringen och kommersialiseringen av vårt samhälle. | „ |
| – citat från kongressen 1979 | |   |

Ett femtiotal föreningar var med i Kontaktnätet från starten. Bland diskussionsämnena fanns amatör kontra proffs och många förespråkade lika lön för lika arbete, formuleringsfrågor med mål och att försöka formulera vad man hade gemensamt och enas om det.  

#### 1980-talet
Kontaktnätet gav ut två böcker, Schyssta Gig och Live Sound. Genomgående satsades det på utbildning. Regional verksamhet startade och genom landstingsbidrag gavs det möjlighet att ha personal anställd. I mitten av 1985 hade Kontaktnätet sju regionkontor med anställda regionsekreterare. Samma år tog kongressen beslut om att styrelsen enbart skulle bestå av kongressvalda ledamöter. 
Under 1980-talet var samhällsengagemanget fortsatt stort och Kontaktnätet genomförde stödgalor till förmån för ANC (African National Congress) och kampen mot apartheid i Sydafrika. Kontaktnätet deltog även med en stor delegation vid Världsungdomsfestivalen i Nordkorea. Under 1980-talet var den något äldre föreningen Nutida Musik i Västerås en betydande lokal organisation med över 2 200 medlemmar. En av Nutida Musiks grundare var Pugh Rogefeldt. En annan lokal avdelnings som blivit känd både i Sverige och internationellt är föreningen Rockparty i Hultsfred. Rockparty organiserade under många år en av Sveriges största musikfestivaler, Hultsfredsfestivalen.

#### 1990-talet
Kontaktnätets internationella engagemang tog sig uttryck genom bl.a. en stor biståndsmässa i Örebro från vilken överskottet gick till ett musikskoleprojekt i Sydafrika, MAPP. Under resten av 1990-talet minskade dock det internationella utbytet och fokus lades istället på nationella samarbeten med andra amatörkulturorganisationer, arrangörsorganisationer och organisationer aktiva inom teatervärlden.  
1992 startades ett eget turnébolag, KonTur, men mot slutet av årtiondet lades det egna bolaget ner. En omorganisation gjordes, vilken innebar att de regionala kontoren lades ned och administrationen koncentrerades till kontoren i Örnsköldsvik, Örebro och Stockholm. Från 1995 till 2010 var Kontaktnätet en av medarrangörerna till UKD (UngKulturDagarna) som huserade hos Riksteatern i Hallunda utanför Stockholm.
1998 sjösattes projektet Tjejgig med de övergripande målen att främja jämställdheten i musikbranschen och få fler tjejer engagerade i föreningarna. 1999 fyllde Kontaktnätet 25 år och gav bl.a. ut en dubbel samlings-cd, 25år/25spår, med 25 liveinspelningar från 1973 och framåt. 
Medlemstidningen bytte namn från Nätet till kombi. Tidningen fick ett nytt format och började tryckas helt i fyrfärg. Kontaktnätet antog sin första jämställdhetspolicy vid kongressen i Skärblacka 1999.

#### 2000-talet
Genom 2000-talet avlöste projekten varandra. Några av de stora var ”Vi håller inte käften!” och ”Utbildningen ingen skola kan ge”. ”Vi håller inte käften!” genomfördes under 2000 och 2001. Första året bestod det av en turné i nio svenska städer och att en antirasismskiva gavs ut. Allt överskott från turnén och skivan gick till John Hron-stiftelsen och på turnén medverkade banden Monster, The Hives och The (International) Noise Conspiracy samt föreläsarna Mikael Alonzo och Renzo Aneröd. Året efter genomfördes ytterligare en turné, denna gång med banden Nine och Mobbade barn med automatvapen (MBMA) samt den provokativa teatergruppen Teatermaskinen.
”Utbildningen ingen skola kan ge” drog i gång 2005 med målen att skapa mer inflytande och öka kunskapen bland medlemmarna om hur man skapar inflytande. Projektet innehöll fyra delar, organisationen, kontakter, nätverk och lokala livet. 
Bland de andra projekten fanns "Festivalverkstad", ett projekt initierat för alla som arrangerar eller tänker arrangera en festival eller något annat större, "Arrangera något annorlunda", för föreningar som kanske inte bara håller på med musik och "Ibland behövs en kick…". Begreppet "Agent" lanseras, där meningen var att föreningarna ska få en klarare bild av Kontaktnätet och Kontaktnätet detsamma av föreningarna. Agenterna var folk ur medlemsföreningarna, som åkte runt till andra föreningar.
Under 2000-talet gavs två böcker, där Kontaktnätet haft ett finger med, ut. Respekt för Rötter, en antologi kring musik- och kulturföreningarnas betydelse, som är ett resultat av en konferens som hölls i samband med Hultsfredsfestivalen 2003. Konferensen och de efterföljande mötena diskuterade den viktiga roll musik- och kulturföreningar har i svenskt musikliv och då inte minst för barn och unga då de möts och får utvecklas i ett generöst kulturklimat. Boken gavs ut 2004 på Wessmans Musikförlag.
2005 gav Kontaktnätet i samarbete med författarna och kurshållarna Marcus Frödin och Stefan Olsson ut boken Arrangera det du vill. Utgivningen finansierades bl.a. med stöd från Allmänna Arvsfonden.
En ny och förbättrad hemsida lanserades även under 2000-talet.
Kontaktnätet var en av de aktiva organisationerna i starten av ett nytt studieförbund, Kulturens Bildningsverksamhet. 
Kontor upprättades och lades ner, bl.a. fanns kontor i Köping, Norrköping och Göteborg, med anknytning till pågående projekt under årtiondet samtidigt som kontoret i Stockholm lades ner. 

#### 2010-talet och idag
Kontaktnätet består idag av en riksnivå och en regional nivå. Riksnivån svarar för den övergripande verksamheten med kurser, seminarier, turnéverksamhet, medlemstidningen kombi och annan information, med mera. Regionerna svarar i första hand för erfarenhets- och kunskapsutbyte. 
Administration och verksamhet sköts från kansliet i Umeå. 
Samarbeten med andra amatörkulturorganisationer, arrangörsorganisationer och organisationer aktiva inom teatervärlden etc. fortsätter, bl.a. med MAIS Musikarrangörer i samverkan, Ax Amatörkulturens samrådsgrupp, LSU paraplyorganisation för Sveriges Ungdomsorganisationer, Civos Civilsamhällets organisationer i samverkan, Kulturens Bildningsverksamhet, m.fl.
Kontaktnätet är idag en högst aktiv riksorganisation som driver stort påverkansarbete för sina medlemsföreningar.

##### Projekt Nexus[1]
Kontaktnätet har tillsammans med SUB - Riksförbundet för subkultur, RUM - Riksförbundet Unga Musikanter och Ung Media Sverige drivit Projekt Nexus åren 2019-2022
Nexus är ett Arvsfondsprojekt som utvecklar en ny samverkansmodell med syftet att möjliggöra för fler att engagera sig i kultur- och föreningslivet. Projektet riktar sig särskilt till unga under 26 år samt personer med funktionsvariationer i alla åldrar. 

### Ordföranden
- 2021-2023 Fredrik Åslund
- 2019-2021 Cristoffer Rosédius
- 2017-2019 Cristoffer Rosédius
- 2015-2017 Joakim Vesterlund
- 2011–2013 Rodolfo Alvarez
- 2009–2011 Niklas Karlsson